# 本気でアイラブユー
『本気でアイラブユー』（ほんきでアイラブユー）は、2020年9月30日に発売したEUPHORIAの4枚目のシングル。

## 概要
メンバーは、詩織叶逢、翔咲心、碧井湊都、海憧乙綺。

## 収録曲
テイチクレコード公式サイト内の紹介ページによる。

### 初回限定盤A
CD
1. 本気でアイラブユー
  - 作詞・作曲：阿久津健太郎
  - 編曲：佐久間誠
2. PROMISE
  - 作詞：矢作綾加
  - 作曲：林田健司
  - 編曲：佐久間誠

DVD
- 「本気でアイラブユー」Music Video

### 初回限定盤B
CD
1. 本気でアイラブユー
2. PROMISE

DVD
- 「本気でアイラブユー」Making of Music Video

### 通常盤
CD
1. 本気でアイラブユー
2. PROMISE
3. 恋のスパイス
  - 作詞：北樹木
  - 作曲：YUMA
  - 編曲：佐久間誠
4. 本気でアイラブユー（Instrumental）
5. PROMISE（Instrumental）
6. 恋のスパイス（Instrumental）